# Jogi személy
A jogi személy a jogtudományban a személyek egy fajtája, olyan társadalmi szervezet, amely jogképes, azaz a saját nevében jogok és kötelezettségek alanyává válhat.
A jogban megkülönböztethetünk eredeti és származtatott jogalanyiságot, a jogi személy származtatott jogalanyiságú, mivel előfeltétele az ember; ember nélkül nincs jogi személy. A jogi személy a természetes személytől különböző jogalanyisággal rendelkezik. A jogi személy a társadalom által elismert és a jogrendszer által önálló jogalanyisággal felruházott célvagyon (alapítvány), vagy szervezet (például rt)..

### Félreértések a fogalom körül
A köznyelvben és az irodalomban is néha összetévesztik a "jogvégzett személy" vagy a "jogot ismerő személy" fogalmával, tehát természetes személyként képzelik el. (Még  Kosztolányi Dezsőnél is előfordul a "jogi személy" "sehol sem regisztrált személy" értelemben.)

## A jogi személyre vonatkozó elméletek
Moór Gyula szerint a jogi személy egy mesterséges jogi konstrukció, amelynek lényege, hogy a jogi személy képviselőinek cselekedeteit, cselekvését nem a képviselőknek, hanem a jogi személynek számítják be.
Az ő nyomán három elméletről lehet beszélni.

### Fikciós elméletek
Az elmélet elismeri a jogi személy létét, de lényeges különbséget lát az ember mint természetes személy és a jogi személy jogalanyisága között. Az ember nem csak „törvény általi személy” – persona per legem –, hanem „önmagában való személy” – persona per se – is. Mivel a jogok és a kötelességek alanyai csak emberek lehetnek, a jogi személyeknél viszont az emberre jellemző testi-lelki realitásnak nyomát sem találjuk, így ezek csakis fikció útján tekinthetők személynek. E felfogás szerint a jogi személy mint fiktív személy kizárólag jogi léttel bír, a jog úgy tekinti, mintha valóságos jogalany, azaz ember volna. Az elmélet megalapítója Kierulff, kidolgozója Savigny, továbbfejlesztője Puchta volt. Az elmélet hátulütője, hogy a jogi személyt csak puszta fikciónak tekinti, elfeledkezik arról, hogy a társadalomban mindig is léteztek szervezetek, kisebb-nagyobb közösségek – jogi személyek.

### Realitás elméletek
A realitás elméletek a jogi személyeket reális „valaminek” tekintik, s a természetes személyekből indulnak ki. Amint a természetes személyeknek az emberek biológiai és lelki egysége adja a jogalanyt, ugyanúgy a jogi személyt is, mint „nagy ember” fogják fel.
4 alcsoportja létezik:
1. Gierke össz-személyiség elmélete
2. Zittelmann egységes akarat elmélete
3. Binder erkölcsi realitás elmélete
4. Saleilles jogi organizáció elmélete

### Vagyoni elméletek
A 20. század fordulójára a kapitalizmus világszerte elterjedt, és a kapitalizmus fő kategóriája, a vagyon került a vizsgálódás homlokterébe. Brinz is abból indult ki, hogy kétféle vagyon létezik: az egyik valamely természetes személyé – személyes vagyon, a másik vagyon egy meghatározott célhoz tartozik – célvagyon. Az ilyen célhoz kötött vagyonok esetében maga a cél pótolja a hiányzó természetes személyt mint jogalanyt, azaz a cél a jogi személy.

## Kritériumai
- társadalmilag elismert cél, a jogi személynek társadalmilag hasznos, de legalább tolerálható célra kell irányulnia, törvény által tiltott célra jogi személy nem létesíthető.
- létesítése alkotmányos alapjogokon nyugszik:
  - egyesülési jog
  - a tulajdonhoz való jog
- állami nyilvántartásba vétel szükséges, amely lehet deklaratív hatályú, tehát regisztrációs jellegű, illetve konstitutív hatályú, tehát maga a bejegyzés keletkezteti a jogi személyt
- állandó szervezetet igényel a működése, ügyintéző, képviselő szervekre van szüksége
- elkülönült vagyonnal rendelkezik, a tagok vagyonától a társaság vagyona elkülönül
- önálló vagyoni felelőssége áll fenn
- relatíve tartós működésre jön létre

## A jogi személyek közös szabályai

### A jogi személy neve
A magyar Ptk. (2013. V. törvény)  a jogi személy nevéről  a 3:6 §-ban az alábbi követelményeket határozza meg: 
A jogi személy nevének olyan mértékben kell különböznie a korábban nyilvántartásba vett más jogi személy elnevezésétől, hogy azzal ne legyen összetéveszthető. Ha több jogi személy nyilvántartásba vételét kérik azonos vagy összetéveszthető név alatt, a név viselésének joga azt illeti meg, aki kérelmét elsőként nyújtotta be.
A jogi személy neve nem kelthet a valósággal ellentétes látszatot. A jogi személy típusára vagy formájára vonatkozó elnevezést a jogi személy nevében fel kell tüntetni. 
A jogi személy nevében a jogi személy típusát, ha a név a jogi személy tevékenységét is tartalmazza, akkor a tevékenységet is magyar nyelven, a magyar helyesírás követelményeinek megfelelően kell feltüntetni.

### A jogi személy jogképessége
A magyar Ptk. szerint minden jogi személy jogképes. A jogi személy jogképessége abszolút jellegű, tehát ha jogszabály eltérően nem rendelkezik, jogképessége kiterjed mindazokra a jogokra és kötelezettségekre, amelyek jellegüknél fogva nem csupán az emberhez fűződhetnek. Vannak azonban kivételek, például hegyközségek, melyeknél a jogképesség a tevékenységi körhöz kötött jogképességet jelenti, vagyis azon kívüli tevékenységet nem folytathatnak. Ezt relatív jogképességnek nevezzük.

### A jogi személy létrejötte
Jogi személyt létesíthet:
- jogszabály
- létesítő határozat
- létesítő okirat

A létesítés esetén meg kell állapítani a jogi személy
- nevét,
- tevékenységét,
- székhelyét és
- képviselőjét.

Ha jogszabály a jogi személy létrejöttét nyilvántartásba vételhez köti, a bejegyzett körülmények megváltoztatása harmadik személyek irányában csak akkor hatályos, ha a változást a nyilvántartásba bevezették. Ezt a nyilvánosság elvének hívjuk, a jogbiztonságot és az áttekinthetőséget szolgálja. (például megváltozik a részvénytársaság ügyvezetése, ezt nem jegyzik be a Cégbíróságon, így 3. szerződő fél felé a változás nem válik hatályossá).

### A jogi személy megszűnése
A jogi személyt
- meg lehet szüntetni
  - jogszabály
  - megszüntető határozat
  - megszüntető okirat alapján

- megszűnik
  - jogutódlással
    - átalakulás
    - kiválás
    - összeolvadás
    - szétválás
    - beolvadás alapján

  - jogutód nélküli megszűnéssel

### A jogutódlás nélküli megszűnés szabályai
- A 2013. évi V. törvény (Polgári Törvénykönyv) XIV. Fejezete (3:48. §) szabályozza a jogi személy jogutód nélküli megszűnését.
- A jogi személy jogutód nélkül megszűnik, ha
  - a) határozott időre jött létre és a meghatározott időtartam eltelt;
  - b) megszűnése meghatározott feltétel bekövetkezéséhez kötött és e feltétel bekövetkezett;
  - c) a tagok vagy alapítók kimondják megszűnését; vagy
  - d) az arra jogosult szerv megszünteti - feltéve mindegyik esetben, hogy a jogi személy vagyoni viszonyainak lezárására irányuló megfelelő eljárás lefolytatását követően a bíróság a jogi személyt a nyilvántartásból törli.[6]
- A jogutód nélkül megszűnt jogi személynek a hitelezők kielégítése után fennmaradt vagyona a jogi személy tagjait, tagság nélküli jogi személy esetén az alapítói jogok gyakorlóit illeti meg olyan arányban, amilyen arányban ők vagy jogelődjük a jogi személy javára vagyoni hozzájárulást teljesítettek.[7]
- A jogutód nélkül megszűnt jogi személy tagjai és alapítója a felosztott vagyonból való részesedésük mértékéig kötelesek helytállni a megszűnt jogi személy ki nem elégített tartozásaiért.[8]

### A jogi személy képviselete
A jogi személy nevében aláírásra a jogi személy képviselője jogosult. Ha nem ő az aláíró, és jogszabály a nyilatkozat érvényességéhez írásbeli alakot kíván, két képviseleti joggal felruházott személy aláírása szükséges. A bankszámla felett való rendelkezéshez minden esetben két képviseleti joggal felruházott személy aláírása szükséges. Más jogszabály ezektől a rendelkezésektől eltérhet.

### Szervezeti egysége
Ha a jogszabály vagy – annak felhatalmazása alapján – az alapító határozat vagy okirat másként nem rendelkezik, a jogi személy szervezeti egysége (például gyáregysége, fiókja, telepe, üzeme, irodája, helyi kirendeltsége vagy csoportja, alapszerve, szakosztálya stb.) nem jogi személy. De a szervezeti egység vezetője az egység rendeltetésszerű működése által meghatározott körben a jogi személy képviselőjeként jár el. Jogszabály, alapító határozat vagy okirat ettől eltérően rendelkezhet. Ez vélelmezett képviseleti jogot jelent.

## Fajtái

### Feladatteljesítési kötelezettség szerint

#### Közjogi jogi személyek
A közjogi jogi személyek közfunkciók ellátására szerveződnek.
Ismérveik:
- részvételük a közösség kormányzásában,
- a közfeladat ellátása,
- a kormányzattal szembeni feladatteljesítési kötelezettségük,
- és a szoros kormányzati felügyeletük (például költségvetési szerv, önkormányzat, polgármesteri hivatal, köztestület, közalapítvány).

#### Magánjogi jogi személyek
A magánjogi jogi személyek magánjogi ügyletekből jönnek létre, magánautonómia alapján. (például szövetkezet, társadalmi szervezet, részvénytársaság, korlátolt felelősségű társaság, alapítvány).

### Közreműködés alapja szerint

#### Személyegyesítő jogi személyek
A személyegyesítő társaság a tagok személyes közreműködésén alapul, a személyiség önmegvalósítását, kiteljesedését szolgálja – universitas personarum (például szövetkezet, társadalmi szervezet).

#### Vagyonegyesítő jogi személyek
Vagyonegyesítő társaságnak nem elsődleges célja a személyes közreműködés, a lényeg az egyes tagok betéteinek, vagyonának az egyesítése, vagyoni érdekek előmozdítása a cél – universitas bonorum (például részvénytársaság, korlátolt felelősségű társaság, alapítvány).

### Érdekeltség szerint

#### Profitérdekeltségű jogi személyek
A nyereségérdekeltségű társaság rendszeres gazdasági tevékenységet folytat, a cél a nyereség elérése. Ilyenek a gazdasági társaságok.

#### Nem profitérdekeltségű jogi személyek
A nem nyereségérdekeltségű (közhasznú) jogi személyek a társadalmi élet egyéb szektoraiban tevékenykednek. A nyereség elérése nem célja, ha gazdasági tevékenységet végez, akkor a nyereséget a jogi személy céljára kell fordítani (például szövetkezet, társadalmi szervezet, alapítvány).

### Alapító szerint

#### Kormányzati jogi személyek
A kormányzati (állami) jogi személyek főleg a közösség céljainak, feladatainak az ellátására jönnek létre (például költségvetési szerv, önkormányzat, polgármesteri hivatalok, közalapítvány, köztulajdonú gazdasági társaság).

#### Nem kormányzati jogi személyek
A nem kormányzati jogi személyt egy vagy több magánszemély, magántársaság hozza létre. Működésükbe a kormányzat csak jogszabályok alapján szólhat bele. Ide tartozik
- a magántulajdonú gazdasági társaság,
- a nem kormányzati szervezet (szövetkezet, egyesület) és az
- alapítvány.

### A tulajdonos száma szerint

#### Egyszemélyes társaság
Az egyszemélyes (intézmény típusú) társaság létrejöttének lehetséges módjai:
- egy már létező társaság üzletrészeit, részvényeit szerzi meg egy tag, részvényes, vagy
- egy tag alapítja, illetve egy részvényes veszi át a megalapítandó részvénytársaság összes részvényét.

Például ilyen lehet a korlátolt felelősségű társaság, a részvénytársaság és a költségvetési szerv.

#### Egyesülés típusú jogi személy
A tagok alapítják (például a gazdasági társaság).

## A gyakorlatban

### A jogi személyek típusai
- állam
- Kormányzati jogi személyek
  - költségvetési szerv
    - speciális jogállású költségvetési szerv (állami fenntartású akkreditált felsőoktatási intézmény)

  - központi költségvetési szerv
  - helyi önkormányzati költségvetési szerv
  - helyi kisebbségi önkormányzati költségvetési szerv
  - társadalombiztosítási költségvetési szerv
  - országos kisebbségi önkormányzati költségvetési szerv
  - köztestületi költségvetési szerv
  - az Országgyűlés
  - önkormányzatok
  - polgármesteri hivatalok
  - nonprofit korlátolt felelősségű társaság (közhasznú társaság)

- Köztestület
  - Magyar Tudományos Akadémia
  - a gazdasági, illetve a szakmai kamara
  - a hegyközség

- Gazdasági társaságok
  - közkereseti társaság
  - betéti társaság
  - korlátolt felelősségű társaság
  - közös vállalat
  - részvénytársaság
  - leányvállalat
  - tröszt
  - állami vállalat

- Nem kormányzati szervezet vagy társadalmi szervezet, azoknak szövetsége és szervezeti egysége
  - szövetkezet
  - erdőbirtokossági társulat
  - egyesület
  - pártok
  - szakszervezetek
  - sportági szakszövetségek
  - egyházi jogi személyek

- Alapítvány és közalapítvány

### Példák jogi személynek nem minősülő szervezetekre
- polgári jogi társaság
- bírósági által nyilvántartásba nem vett szervezetek
  - az Alkotmánnyal ütköző, illetve jogszabály által tiltott tevékenységet folytató szervezetek
  - bírósági nyilvántartásba vételt nem kérő szervezetek (titkos társaságok)